# Акакий Литийски и Рендински
Акакай (на гръцки: Ακάκιος) е гръцки духовник от края на XV век, обявен за светец от Църквата на Гърция в 2013 година.

## Биография
Ръкоположен е литийски и рендински епископ от митрополит Нифонт Солунски (1450 – 1484), с когото поддържа духовна връзка. Връзки поддържа и с Теофил Мироточиви от Зъхна. След като Нифонт става вселенски патриарх в 1486 година, изпраща Акакий и Теофил с мисия в Александрия, Египет при патриарх Йоаким Пани. След това посещават Синай, Йерусалим и Дамаск, където се срещат с патриарх Григорий III Антиохийски. Връщат се в Йерусалим, където Акакий внезапно почива.
На 26 ноември 2013 година Църквата на Гърция канонизира Акакий заедно с Дамаскин Студит и установява дата за празника му 16 август. Канонизацията е предшествана от научна конференция, посветена на двамата деятели, която е организирана от Лъгадинската, Литийска и Рендинска митрополия.